# San Luigi dei Francesi
L'Església de Sant Lluís dels francesos, San Luigi dei Francesi en italià, és una de les esglésies de Roma (Itàlia). És a la plaça del mateix nom, a prop de la plaça Navona.

## Història

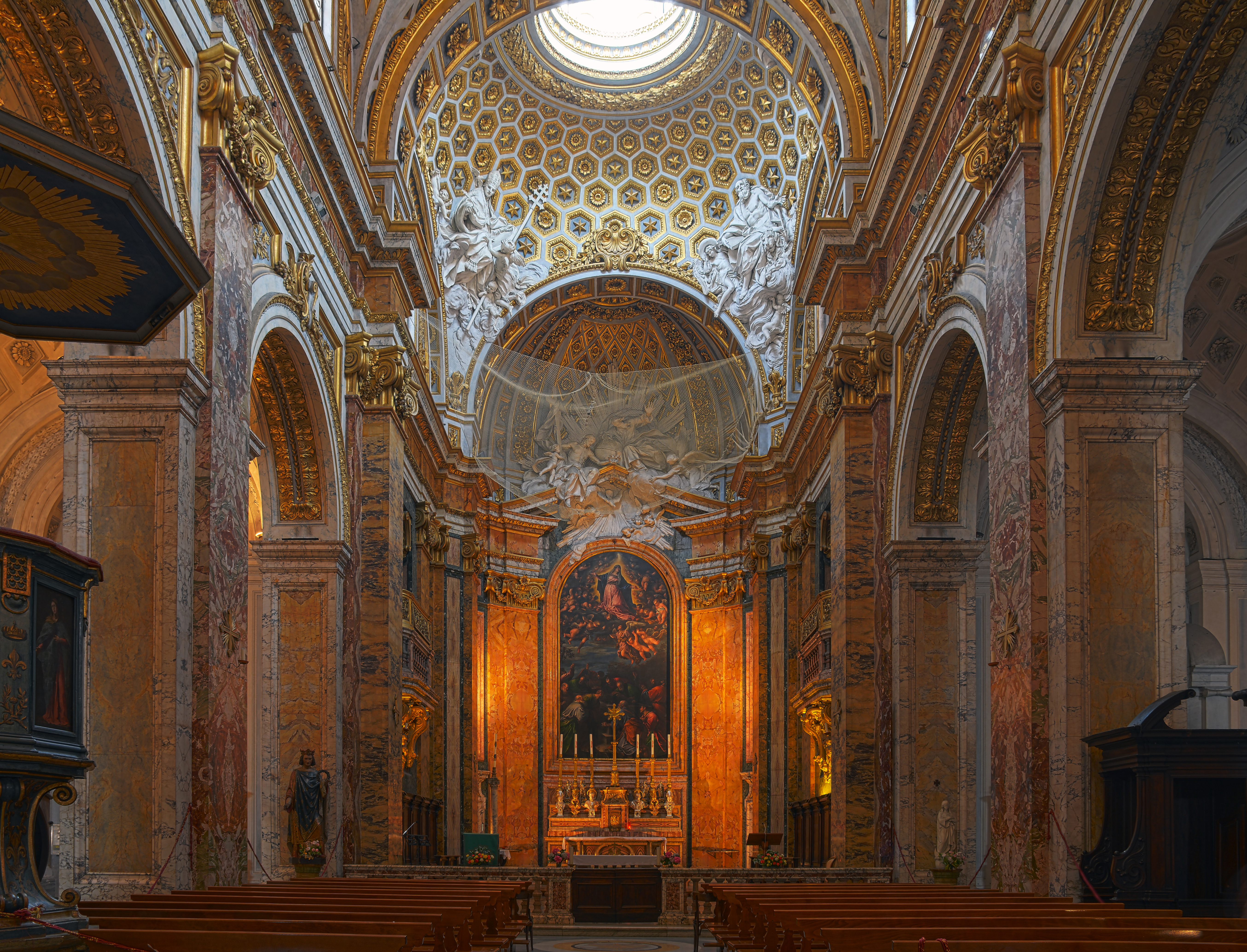
L'interior de l'església.

L'església va ser dissenyada per Giacomo della Porta i construïda per Domenico Fontana entre els anys 1518 i 1589. Va ser el cardenal Julià de Mèdici, el futur papa Climent VII, qui en va posar la primera pedra, i va poder dur el projecte a bon terme gràcies a la intervenció dels Valois Enric II, Enric III, Caterina de Mèdici i el duc Carles III de Lorena. És l'església nacional francesa de Roma i està consagrada a la Mare de Déu, a sant Dionís Aeropagita i a sant Lluís, rei de França.
El caràcter francès n'és evident des de la mateixa façana, que té diverses estàtues que commemoren la història nacional: entre d'altres, les que representen Carlemany, sant Lluís, santa Clotilde i santa Joana de Valois, obres de Pierre l'Estach. A l'interior, hi ha frescs que narren les històries de sant Lluís (per Charles-Joseph Natoire), sant Dionís i Clodoveu I. Hi ha també la salamandra de Francesc I de França.
Aquest temple va ser escollit com a lloc d'enterrament d'alts prelats i membres de la comunitat francesa a Roma: entre d'altres, hi ha la tomba de Pauline de Beaumont, que va morir per consumpció a Roma el 1805, erigida pel seu amant Chateaubriand; la de l'economista liberal clàssic Frédéric Bastiat i la del cardenal de Bernis, ambaixador a Roma de Lluís XIV i Lluís XV. La sepultura del pintor Claudio de Lorena va ser traslladada en aquest temple el 1840 per decisió de Thiers; inicialment, les seves restes estaven a Santa Trinità dei Monti. També hi ha el monumental mausoleu de Louise Cheuvreux-Guillemin (1828-1859), obra de l'escultor Charles Gumery, premi de Roma de 1850.
Aquesta església, juntament amb les altres esglésies franceses a Roma, es regeixen per un administrador nomenat per l'ambaixador francès a la Santa Seu, en el si d'una institució anomenada Establiments pius de França a Roma i Loreto. El cardenal sacerdot del titulus S. Ludovici Francorum de Urbe era Jean-Marie Lustiger, que va morir el 5 d'agost de 2007; el va substituir, des del 24 de novembre d'aquest mateix any, el cardenal André Vingt-Trois, arquebisbe de París. Des de fa anys, hi ha un acord entre França i el Vaticà perquè el sacerdot titular de Sant Lluís dels francesos sigui l'arquebisbe de París.

## Arquitectura
L'interior, compost de tres naus i capelles laterals, i decorat en gran manera en estil barroc per Antoine Derizet, mostra una profusió de marbre, daurats i estucs.
Domenichino va pintar, a la segona capella de la nau de la dreta, una de les seves obres mestres: els frescos que representen la Història de santa Cecília. Altres artistes que van treballar en la decoració de Sant Lluís dels francesos van ser Cavalier D'Arpino, Francesco Bassano el Jove, Muziano, Giovanni Baglione, Siciolante da Sermoneta, Jacopino del Conte i Tibaldi.
No obstant això, l'església és coneguda sobretot perquè acull en una de les capelles, la capella Contarelli, un conjunt de pintures sobre sant Mateu evangelista, realitzades pel mestre barroc Caravaggio, entre els anys 1599 - 1600. Són tres llenços coneguts mundialment:
- La vocació de sant Mateu
- La inspiració de sant Mateu (també anomenada Sant Mateu i l'àngel)
- El martiri de sant Mateu

Al costat de l'església hi ha el palau Sant Lluís dels francesos, pertanyent al barroc tardà. Va ser construït el 1709-1716 com un «refugi per a la comunitat religiosa francesa i els pelegrins sense recursos». En el porxo d'aquest edifici hi ha un bust de Crist, el rostre del qual s'ha identificat tradicionalment amb el de Cèsar Borja. A l'interior hi ha una galeria amb els retrats dels reis francesos i una destacada sala de música.

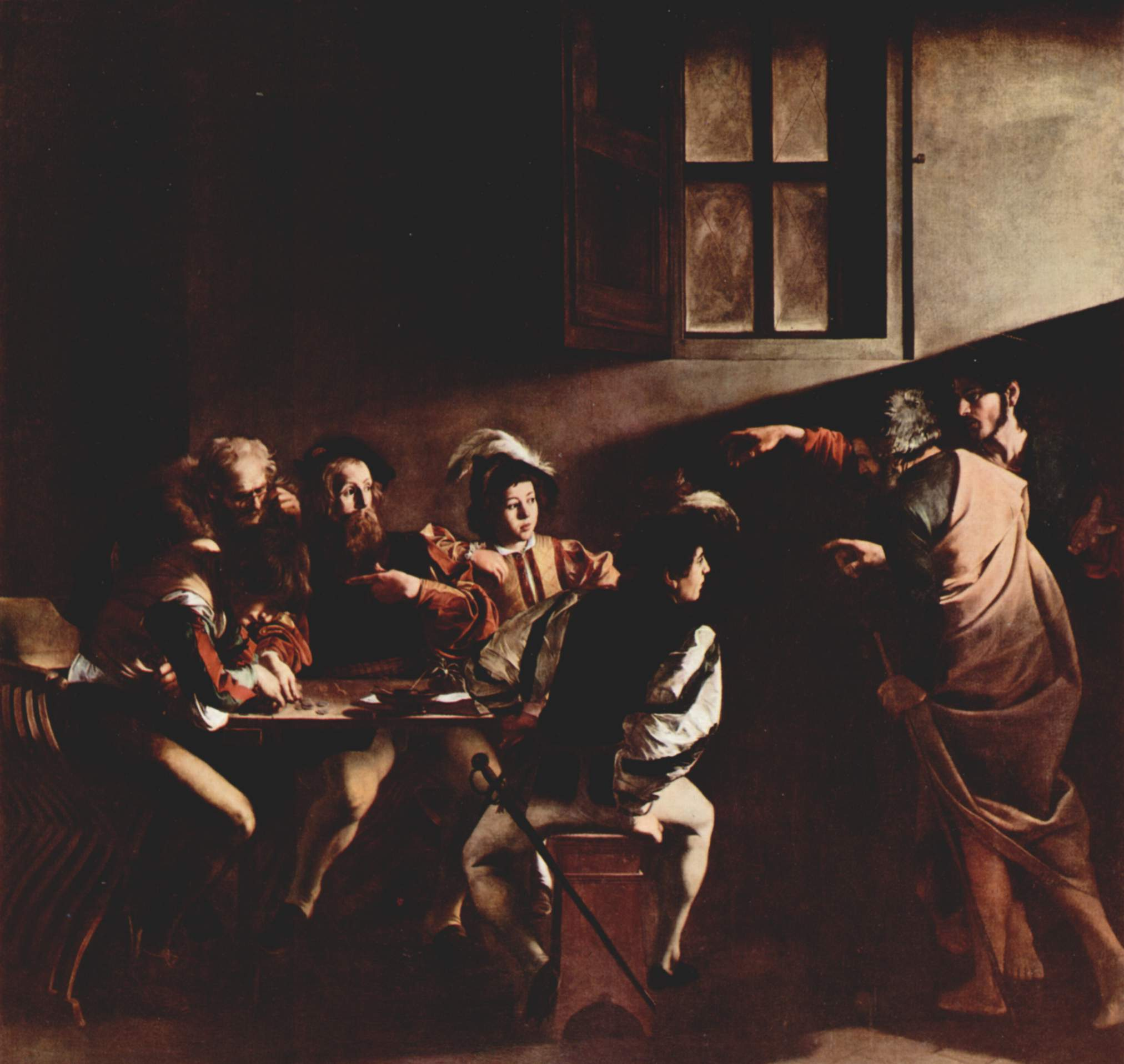
La vocació de sant Mateu.
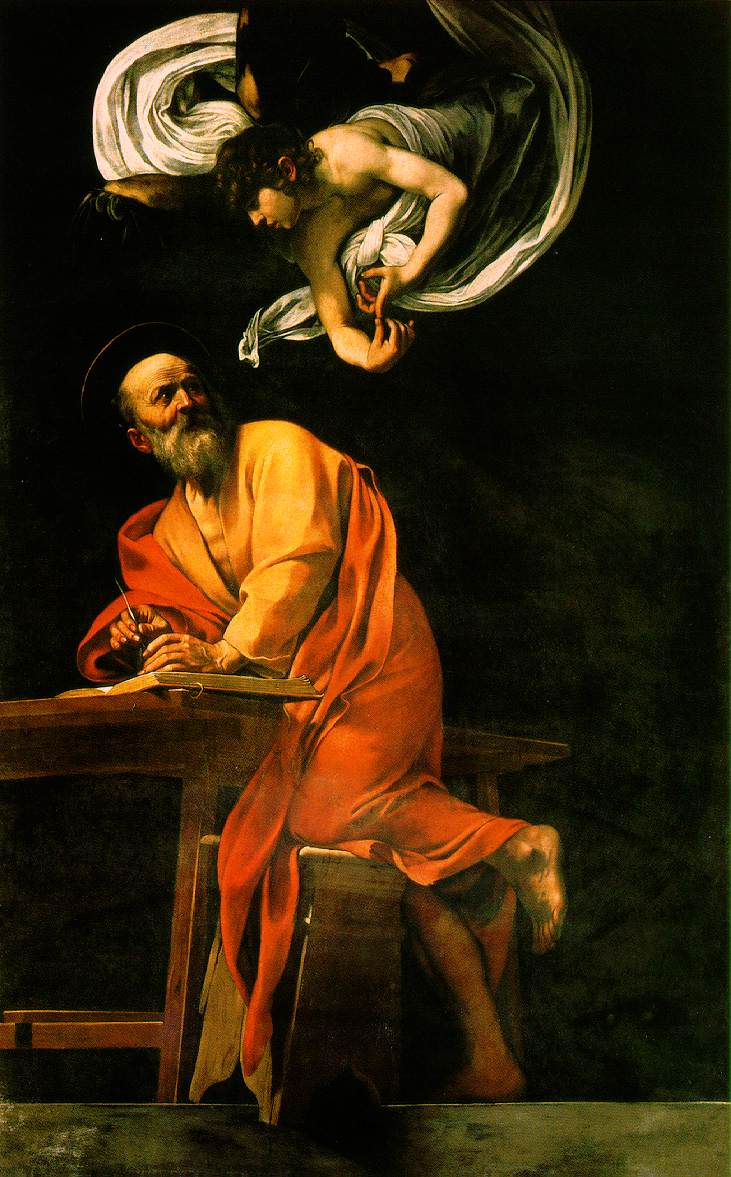
La inspiració de sant Mateu.
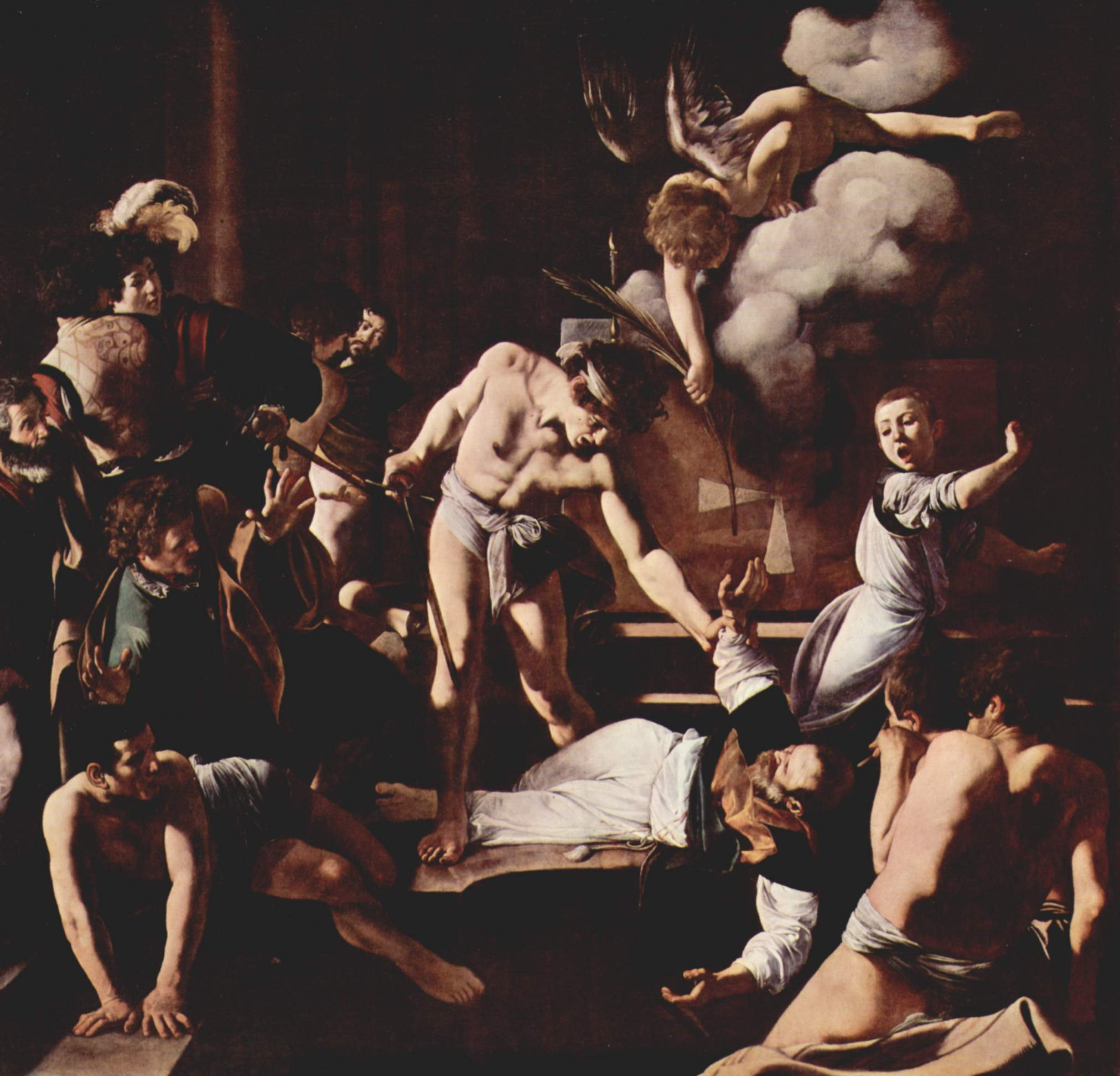
El martiri de sant Mateu.
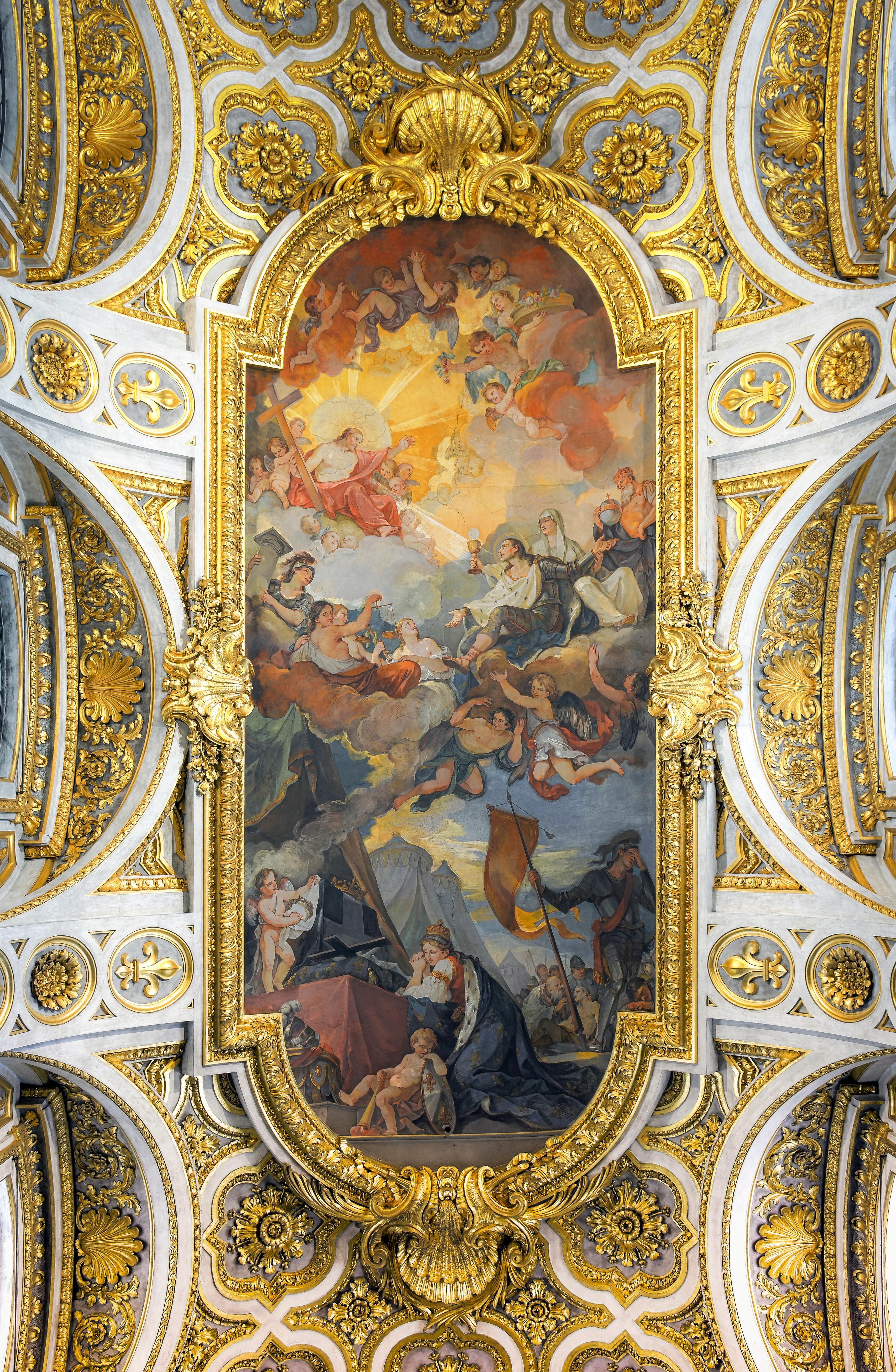
Sostre.

## Cardenals titulars
- Pierre Marie Joseph Veuillot (29 de juny de 1967-14 de febrer de 1968).
- François Marty (30 d'abril de 1969-16 de febrer de 1994).
- Jean-Marie Lustiger (26 de novembre de 1994-5 d'agost de 2007).
- André Armand Vingt-Trois, des del 24 de novembre de 2007.